# Florissant (Missouri)
Pour les articles homonymes, voir Florissant.
Florissant (en anglais [ˈflɒrɪsənt]) est une ville du Missouri, dans le comté de Saint-Louis. Sa population s’élève à 52 252 habitants.

## Histoire
La date exacte de l’arrivée des premiers colons dans la vallée de Florissant n’est pas connue, mais la ville possède un des règlements de police les plus anciens du Missouri. Les premiers éléments du village au confluent du Mississippi et du Missouri se sont formés sans doute durant la seconde moitié du XVIIe siècle, comme la ville de Saint-Louis qui lui est proche. 
Le premier gouvernement connu (en 1786) est dirigé par François Dunegant (dit Beaurosier) qui est commandant civil et militaire. Des archives espagnoles se trouvant à La Havane font état, en 1787, de sept plantations et d'une quarantaine de personnes à Florissant. On y parle le français. 
Le développement se fait de manière organisée : un ‘lot’ est concédé par Dunegant en 1788 pour la construction d’une église avec presbytère. Ce sera la paroisse Saint-Ferdinand. Pour le reste l’ensemble est un village français typique avec ses terrains communaux et champs communs.
L’arrivée au début du XIXe siècle du dynamique évêque Dubourg, prêtre de Saint-Sulpice donne une grande impulsion au bourg naissant. Faisant de Florissant sa base missionnaire il invite Sr Philippine Duchesne et les religieuses du Sacré-Cœur : elles ouvrent une école pour filles et un noviciat en 1819. En 1823 ce sont les jésuites sous la direction de Charles Van Quickenborne qui répondent à son appel. À peine arrivés à Florissant ils ouvrent une école, un petit séminaire et reprennent la paroisse Saint-Ferdinand. Les visites auprès des peuples indigènes du Midwest commencent.
Tout au long du XIXe siècle l’église Saint-Ferdinand est au centre de la vie sociale de Florissant. En 1889, la langue principale en est encore le français, avec une minorité de germanophones dans sa partie sud. 
Au XXe siècle, la ville est de plus en plus satellisée par la ville de Saint-Louis, dont elle devient lentement un lointain faubourg.